# Darryl Jackson
Darryl Joshua Jackson (La Valletta, 17 dicembre 1985) è un cestista statunitense con cittadinanza maltese.

## Biografia
Nacque a La Valletta, capitale di Malta, paese in cui i genitori si trovavano temporaneamente in quanto il padre era impegnato per un torneo di pallacanestro. Ciò permise a Darryl di conseguire, oltre che il passaporto statunitense, anche quello maltese. La famiglia rientrò negli Stati Uniti a distanza di circa un mese dalla nascita di Darryl.

## Palmarès
- Campionato cipriota: 1

ETHA Engomis: 2011-12
- Supercoppa di Cipro: 1

ETHA Engomis: 2011